# Comte de Peñaflorida
Xavier María de Munibe e Idiáquez, més conegut com a Comte de Peñaflorida (Azkoitia, 1729 - Bergara, 1785), va ser un personatge de la Il·lustració, un escriptor en castellà i en èuscar. Va ser el fundador de la Reial Societat Bascongada d'Amics del País.
Va estudiar en Tolosa de Llenguadoc on va contactar amb els jesuïtes. Va tornar a Guipúscoa el 1746. Va ser Diputat general a partir de 1750.
A la seva casa d'Azkoitia, juntament amb José María de Eguía, marquès de Narros, i Manuel Ignacio Altuna, tots de la mateixa ciutat, que eren coneguts com els "Caballeritos de Azcoitia" o el "Triumvirat de Azcoitia", van fundar una acadèmia de tipus il·lustrat. D'aquí sorgiria la Reial Societat Bascongada d'Amics del País, que el 1763 es va presentar el pla de creació i va ser aprovat en 1765. El comte va ser el principal impulsor i seria nomenat director perpetu.

## Obra
- Los aldeanos críticos 1758.
- Ensayo de la Sociedad Bascongada de amigos del país 1766.
- Gabon-Sariac 1762 (potser en realitat de Larramendi).
- El borracho burlado 1764.(bilingue)
- Comedia famosa  (bilingue)